# Веселин Койчев
Веселин Иванов Койчев e български джаз китарист, професор в Академията за музикално и танцово изкуство в Пловдив.

## Биография
Веселин Койчев е роден на 14 януари 1960 година в Стара Загора. Още 18-годишен започва да свири джаз. Завършва Академията за музикално и танцово изкуство в Пловдив. През 1982 г. с баскитариста Дочо Панов основава дуото „Джаз линия“, към което впоследствие се присъединяват Теодосий Спасов (кавал), Радул Начков (барабани) и певицата Йълдъз Ибрахимова. Освен китарист на групата Койчев е и аранжор. Групата изнася средно сто концерта годишно.
От 1987 г. е директор на Международния младежки джаз фестивал в Пловдив.
От 1991 г. ръководи първата професионална джаз формация в България – „Бели, зелени, червени“, в чийто състав влизат още Петър Джурков (пиано), Владимир Хаджииванов (саксофони и флейта), Пъшо Конов (баскитара) и Иван Енев (барабани).
През 1992 г. Веселин Койчев създава Нов музикален център, който обучава в съвременни музикални стилове на поп музика, рок и джаз музиканти. Музикалните интереси на Веселин Койчев са в синтеза на различни жанрове: автентичен фолклор, джаз и рок. В последните години пише музика за над четиридесет театрални постановки, за симфоничен оркестър, прави аранжименти и оркестрации, както и продуцира и записва млади изпълнители.
По различни творчески проекти си е сътрудничил с известни български музиканти като Йълдъз Ибрахимова, Симеон Щерев, Веселин Николов, Анатолий Вапиров, Антони Дончев, Христо Йоцов, Васил Пармаков, Стоян Янкулов, Венко Захариев, Людмил Георгиев, Георги Корназов. Международните му сътрудничества са с Ричард Айлс, Анди Скофийлд, Питър Чърчил, Жан Луи Шотан, Патрик Шедер, Александр Руденко, Кокан Димушевски, Арташес Карталян, Ади Мюнстер, Вики Алмазиду, Костас Магинас.
В началото на 2009 година Койчев в квартет с Иван Енев (барабани), Александър Леков (бас-китара) и Дичо Ников (кларинет) и с участието на Милена Караджова (вокал) издава албума „Пробуждане“, в който предлага интерпретация на седем родопски песни („Девойко, мари хубава“, „Бела съм, бела, юначе“ и др.).
През 2016 г. става доктор по музикознание и музикално изкуство в АМТИИ с дисиертация на тема „Взаимодействие между джаз и фолклор“. Доцент (от 2011 г.) и професор (от 2022 г.) в АМТИИ.
Член е на МЮЗИКАУТОР.

## Награди
- 2018 – Награда за цялостен принос към джаза на фестивала „Пловдивски джаз вечери“ за джаз формация „Бели, зелени, червени“ с ръководител Веселин Койчев;
- 2014 – „Награда за оригинална музика“ на Националния фестивал на куклените театри „Михаил Лъкатник“ в Ямбол за музиката към спектакъла „Охлювът Джуро“ от Миланка Милославлевич, реж. Янко Митев, ДКТ Хасково;
- 2011 – Награда „Най-добър инструментален албум на 2011 г.“ в конкурса „The Indie Acoustic Project“, САЩ в раздел „Инструментална музика“, за албума „Йо-Хо“ на „Акустично трио 3000“ – Веселин Койчев, Цветан Недялков и Иван Лечев;
- 2009 – „Награда за оригинална музика“ на Националния фестивал на куклените театри „Михаил Лъкатник“ в Ямбол, за музиката към спектакъла „Как се лекува лъвски страх“ от Янко Митев и Мая Дългъчева. „Награда на детскокото жури“;
- 2006 – VI Национален конкурс „Симфонична пиеса в 7/8“ в Пловдив - три награди: „Втора награда“, „Награда на публиката“ и „Награда на оркестъра“, за симфоничната пиеса „Български джаз“;
- 2005 – „Награда за оригинална музика“ на IV Международен театрален фестивал ПИЕРО 2005 в Стара Загора, за музиката за спектакъла „Съкровището на Силвестър“ на ДКТ „Димитър Димов“ в Кърджали;
- 2003 – „Почетен знак“ на Община Пловдив на джазова формация „Бели, зелени, червени“ с ръководител Веселин Койчев.[1]